# Tunisia la Jocurile Olimpice de vară din 2016
Tunisia a participat la Jocurile Olimpice de vară din 2016 de la Rio de Janeiro în perioada 5 – 21 august 2016, cu o delegație de 60 de sportivi, care a concurat în 17 sporturi. Cu un total de trei medalii, egalând recordul de la Londra 2012, Tunisia s-a aflat pe locul 75 în clasamentul final.

## Participanți
Delegația tunisiană a cuprins 60 de sportivi: 41 de bărbați și 19 de femei (rezervele la fotbal, handbal, hochei pe iarbă și scrimă nu sunt incluse). Cel mai tânăr atlet din delegație a fost sabrerul Fares Ferjani (19 de ani), cel mai bătrân a fost navigatorul Hedi Gharbi (47 de ani).
| Sport         | Masculin | Feminin | Total |
| ------------- | -------- | ------- | ----- |
| Atletism      | 5        | 2       | 7     |
| Box           | 2        | 0       | 2     |
| Caiac canoe   | 3        | 0       | 3     |
| Canotaj       | 1        | 2       | 3     |
| Ciclism       | 1        | 0       | 1     |
| Haltere       | 1        | 1       | 2     |
| Handbal       | 14       | 0       | 14    |
| Judo          | 1        | 3       | 4     |
| Lupte         | 2        | 2       | 4     |
| Natație       | 2        | 0       | 2     |
| Navigație     | 2        | 2       | 4     |
| Tir           | 0        | 1       | 1     |
| Scrimă        | 2        | 3       | 5     |
| Taekwondo     | 2        | 1       | 3     |
| Tenis         | 1        | 1       | 2     |
| Tenis de masă | 0        | 1       | 1     |
| Volei         | 2        | 0       | 2     |
| Total         | 41       | 19      | 60    |

## Medalii

### Medaliați
| Medalie | Nume             | Sport     | Probă                | Dată      |
| ------- | ---------------- | --------- | -------------------- | --------- |
| Bronz   | Inès Boubakri    | Scrimă    | Floretă feminin      | 10 august |
| Bronz   | Marwa Amri       | Lupte     | 58 kg libere feminin | 17 august |
| Bronz   | Oussama Oueslati | Taekwondo | 80 kg masculin       | 19 august |

### Medalii după sport
| Sport     | Aur | Argint | Bronz | Total |
| Lupte     | 0   | 0      | 1     | 1     |
| Scrimă    | 0   | 0      | 1     | 1     |
| Taekwondo | 0   | 0      | 1     | 1     |